# Merry Christmas from BoA
《Merry Christmas from BoA》는 대한민국 여자 가수 보아가 일본에서 발매한 크리스마스 기념 디지털 싱글이다.

## 설명
- 보아의 일본 팬클럽 〈SOUL〉을 대상으로 보아에게 크리스마스 메시지 보내기 이벤트를 진행하였다.
- 이에, 답례로 스폐셜로 본 디지털 싱글을 발매를 결정하였다.
- 〈メリクリ〉는 재녹음하여 새롭게 편곡 되었고, 〈赤鼻のトナカイ〉는 일본어-한국어-영어 순으로 불렀다.
- 신곡은 〈First snow〉인데 보아가 직접 작사하였고 노래 마지막에 사랑해라는 말이 나온다. 이 곡은 보아의 일본 4번째 정규 앨범 《OUTGROW》에도 수록 되었는데, 앨범 가사집에 역시 일본어가 아닌 한국어로 사랑해라고 표기되었다.
- 음반 활동은 하지 않았다. 〈メリクリ 2005 winter MIX〉만 2005년 FNS 가요제에서 노래하였다. 2007년 《BoA THE LIVE X`MAS》에서는 모든 곡을 부르기도 하였다.

## 수록곡
1. メリクリ
2. White Christmas
3. 赤鼻のトナカイ(Japanese~Korean~English)
4. The Christmas Song
5. First Snow 
  - 작사 : 보아 / 작곡·편곡 : 하라다 다쿠야, JUNKOO
6. メリクリ 2005 winter MIX 
  - 당시 日 뮤모 사이트 한정 보너스트랙, 훗날 日아이튠즈 등 他 음원사이트 개시